# Блекпул
Блекпул (англ. Blackpool МФА: [/blækpuːl/]) — місто і унітарна одиниця на території церемоніального графства Ланкашир у регіоні Північно-Західна Англія, на узбережжі Ірландського моря. Населення — близько 143 тис. осіб (117-е місце серед округів і районів Англії; дані 2004 року).
Знамените місто-курорт, перше електрифіковане місто Великої Британії, одне з перших міст в світі з електричним трамваєм (1885), одне з небагатьох у світі і єдине в країні місто, яке зберегло в первісному вигляді цей вид транспорту. Влітку місто стає Меккою для танцюристів-бальників з усього світу. Наприкінці травня проходить Блекпульский танцювальний фестиваль. На початку осені настає час фестивалю світла світового масштабу — Blackpool Illuminations, якому вже понад століття. У місті є більш ніж сторічна зменшена копія Ейфелевої вежі, один з найбільших парків розваг в Європі і одна з найвищих американських гірок у світі — Pepsi Big One.

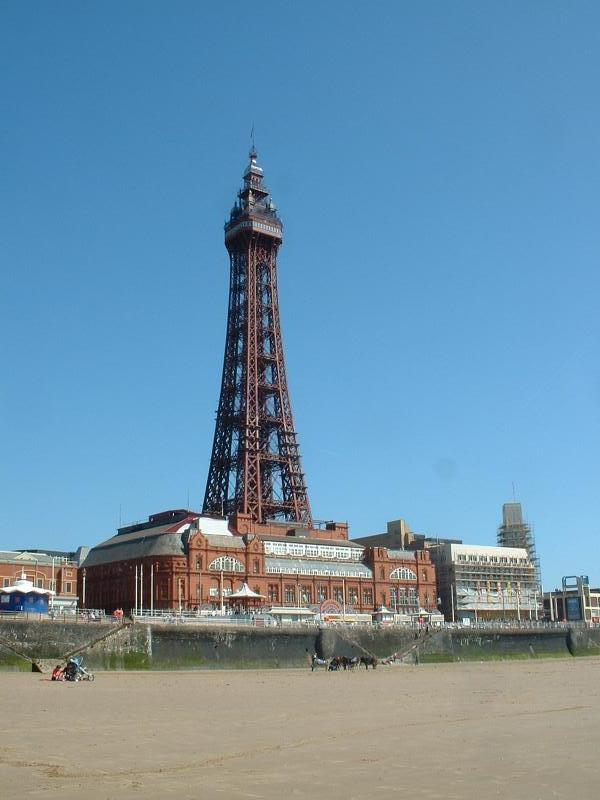

## Відомі люди

### Народилися
- Таня Мале (1941—2019) — англійська модель і акторка
- Девід Тьюліс (*1963) — англійський актор, режисер, сценарист
- Гевін Макканн (1978) — англійський футболіст, півзахисник
- Рей Морріс (1992) — британська співачка та авторка пісень.